# Birrin Pool
Der Birrin Pool ist ein See im Westen des australischen Bundesstaates Western Australia. 
Der See liegt im Verlauf des Murchison River ca. 12 km westlich der Siedlung Wooleen.